# Yan Fu
Yan Fu (Fuzhou, 8 gennaio 1854 – Fuzhou, 27 ottobre 1921) è stato un traduttore cinese.

## Biografia
Era originariamente un ufficiale di marina, Yan Fu faceva parte del movimento riformista cinese del XIX secolo. Tradusse le opere di Darwin, Huxley, Herbert Spencer, J. S. Mill, Adam Smith e Montesquieu, che ebbero molto influenza ai leader del movimento riformista, Kang Youwei e Liang Qichao. 
Yan Fu è stato uno dei primi studenti cinesi che erano stati inviati in Inghilterra e in Francia per studiare i temi della navigazione e della marina. Poi ha scoperto le opere di questi pensatori europei e cominciò a tradurre durante la sua formazione presso l'Accademia della Marina di Greenwich. 
Yan Fu ed altri riformisti erano dell'idea di creare un parlamento e ad abolire la concorrenza. Come molti riformisti, dopo la rivoluzione del 1911, si rivolse al conservatorismo.

## Opere
- T. H. Huxley, Evolution and Ethics (天演論 / Tiānyǎnlùn, 1898)
- Adam Smith, The Wealth of Nations (原富 / Yuánfù, 1901)
- John Stuart Mill, System of Logic (穆勒名學 / Mùlè Míngxué, 1902)
- John Stuart Mill, On Liberty (群己權界論 / Qúnjǐquán Jièlùn, 1903)
- Herbert Spencer, The Study of Sociology (群學肆言 / Qúnxué Sìyán, 1903)
- Montesquieu, De l'esprit des lois (法意 / Fǎyì, 1904-1909)